# Moritz Katzmair

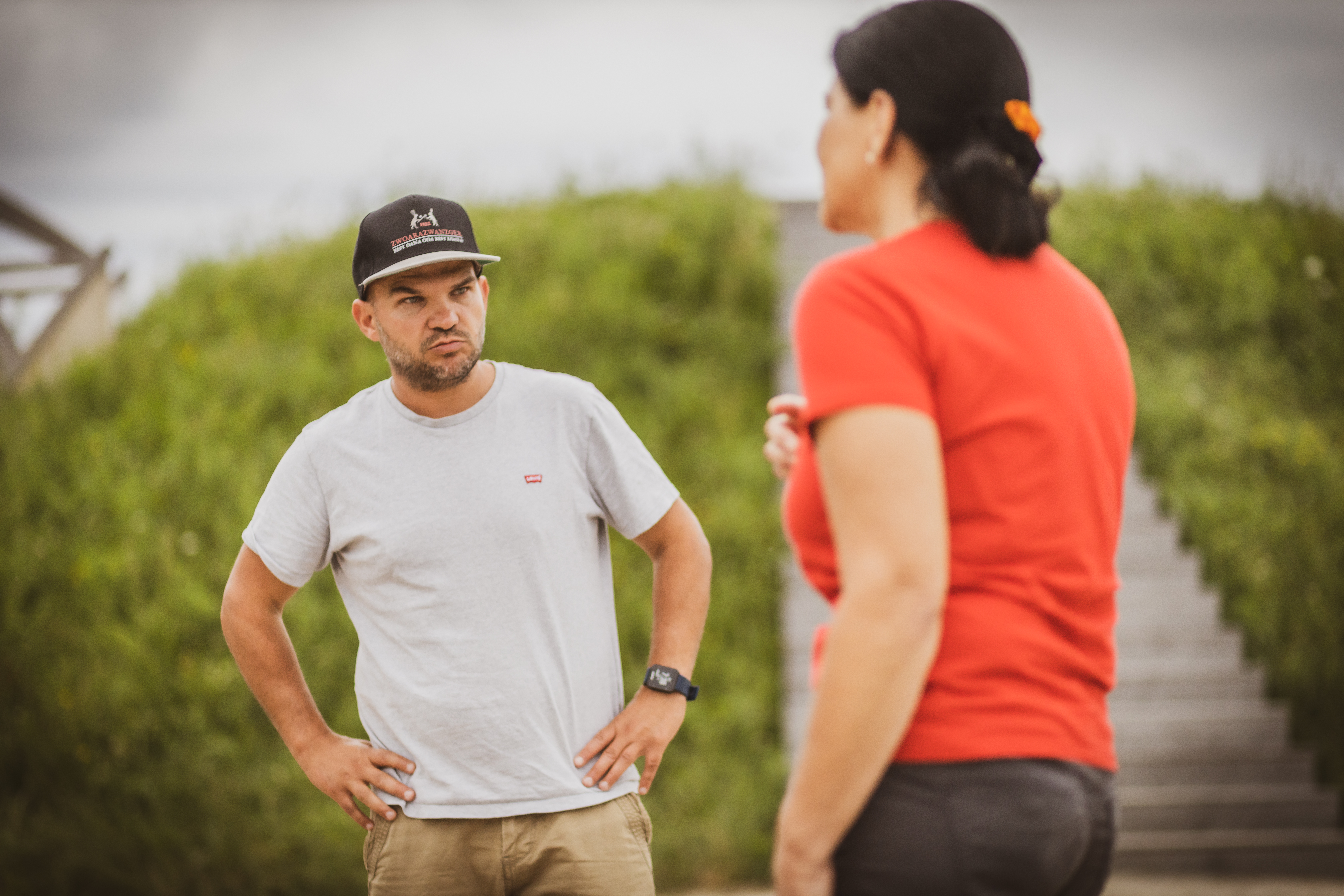
Moritz Katzmair bei der Probe zu 1322 – Die Schlacht bei Ampfing.

Moritz Katzmair (* 16. Januar 1984 in Lappersdorf) ist ein deutscher Schauspieler und Theaterregisseur.

## Leben
Moritz Katzmair absolvierte von 2004 bis 2007 die Schauspielschule Regensburg. Im Jahr darauf besuchte er die Sommerakademie für bairisches Volksschauspiel. Stationen seiner Bühnenlaufbahn waren seit 2005 u. a. das Landestheater Niederbayern, das Stadttheater Ingolstadt, die Luisenburg-Festspiele Wunsiedel, das Theater an der Rott in Eggenfelden, das KULTURmobil Niederbayern und die Tiroler Volksschauspiele im österreichischen Telfs. Außerdem arbeitet er in der freien Szene an verschiedenen Off Theatern wie z. B. dem Coccodrillotheater Regensburg oder dem Turmtheater Regensburg.
Bekannte Stücke, in denen Katzmair bislang mitwirkte, waren unter anderem die Operette Im weißen Rößl, Martin Sperrs Jagdszenen aus Niederbayern, Romeo und Julia, Sugar – Manche mögen's heíß nach dem Film von Billy Wilder, Goethes Faust oder eine Bühnenfassung von Michael Endes Buch Jim Knopf und Lukas der Lokomotivführer. Für seine Darstellung eines autistischen Jugendlichen in Felix Mitterers Volksstück Kein Platz für Idioten wurde Katzmair 2012 bei den Luisenburg-Festspielen mit dem dortigen Nachwuchspreis ausgezeichnet.
Als Regisseur arbeitet Katzmair vielfach mit Jugendlichen, so im Jugendclub des Landestheaters Niederbayern, wo er moderne Fassungen von William Shakespeares Drama Macbeth oder Friedrich Schillers Räubern inszenierte. 2017 setzte er im Theater an der Rott Finegan Kruckemeyers Jugendroman Der Junge mit dem längsten Schatten für die Bühne um.
Seit 2010 steht Katzmair auch regelmäßig vor der Kamera. So war er beispielsweise in den Niederbayernkrimis Sau Nummer vier und Paradies 505 ebenso zu sehen wie in den so genannten „Eberhoferkrimis“ Dampfnudelblues und Winterkartoffelknödel, ferner in mehreren Tatort-Folgen. 2016 stand er für den englischsprachigen deutsch-amerikanischen Kinofilm Radegund unter der Regie von Terrence Malick vor der Kamera.
Moritz Katzmair hat seit 2013 eine Dozentur an der Akademie für Darstellende Kunst Bayern. Er spielt mehrere Instrumente (darunter Baritonhorn, Cello und Trompete) und lebt in München.
Von 2020 bis 2022 inszenierte er das Freilichtschauspiel 1322 – Die Schlacht bei Ampfing. Das Spektakel mit mehr als 200 Komparsen, Schaukämpfern, Tänzern, Chor und Reitern wurde von Publikum und Kritik gleichermaßen begeistert aufgenommen.

## Filmografie (Auswahl)
- 2010: Sau Nummer vier. Ein Niederbayernkrimi
- 2011: Kasimir und Karoline
- 2011: Die Rosenheim-Cops – Tödliche Heimkehr
- 2012: Polizeiruf 110 – Schuld
- 2012: München 7 – Die Wilde aus dem Süden
- 2013: Tatort – Aus der Tiefe der Zeit
- 2013: Mein Vater, seine Freunde und das ganz schnelle Geld
- 2013: Unter Verdacht – Ohne Vergebung
- 2013: Dampfnudelblues
- 2013: Paradies 505. Ein Niederbayernkrimi
- 2013: Die Gruberin
- 2013: Polizeiruf 110 – Kinderparadies
- 2014: SOKO München – Alles wird gut
- 2014: Heiter bis tödlich: Monaco 110 – Zuhause
- 2014: Winterkartoffelknödel
- 2015: Hubert und Staller – Ein schmutziges Geschäft
- 2016: Die Hebamme II
- 2016: Die Chefin – Geiselnahme
- 2016: Familie Dr. Kleist – Eine schwere Geburt
- 2016: Tatort – Mia san jetz da wo’s weh tut
- 2016: Tatort – Klingelingeling
- 2016: Willkommen bei den Hartmanns
- 2017: SOKO München – Ein Mordzelt
- 2017: Marie fängt Feuer – Allein war gestern
- 2017: Über Land – Die Fahrerin
- 2019: Ein verborgenes Leben
- 2019: Leberkäsjunkie
- 2020: Die Känguru-Chroniken
- 2021: 3 ½ Stunden (Fernsehfilm)
- 2022: Schweigend steht der Wald
- 2022: Zu jung zu sterben. Ein Krimi aus Passau (Fernsehreihe)
- 2022: Die Känguru-Verschwörung
- 2025: München Mord: Nix für Angsthasen (Fernsehreihe)
- 2025: Sturm kommt auf (Fernsehfilm)

## Auszeichnungen
- 2012: Nachwuchspreis der Luisenburg-Festspiele
- 2013: Deutscher Schauspielerpreis für das Ensemble der Folge Schuld innerhalb der Reihe Polizeiruf 110